# جون كالفرت
جون كالفرت (بالإنجليزية: John Calvert)‏ هو ممثل أمريكي، ولد في 5 أغسطس 1911 في الولايات المتحدة، وتوفي بنفس المكان في 27 سبتمبر 2013.

## وصلات خارجية
- جون كالفرت على موقع IMDb (الإنجليزية)
- جون كالفرت على موقع قاعدة بيانات الفيلم (الإنجليزية)